# Scarabaeus convexus
Scarabaeus convexus är en skalbaggsart som beskrevs av Hausmann 1807. Scarabaeus convexus ingår i släktet Scarabaeus och familjen bladhorningar. Inga underarter finns listade i Catalogue of Life.